# Воронин, Иван Павлович
Иван Павлович Воронин (15 мая 1910 — 30 июня 1998) — участник Великой Отечественной войны, командир мотострелкового батальона 37-й механизированной бригады 1-го механизированного корпуса 2-й гвардейской танковой армии 1-го Белорусского фронта, капитан. Герой Советского Союза.

## Биография
Родился 2 мая (15 мая по новому стилю) 1910 года в с. Сосновка Кокчетавского уезда (ныне — Акмолинская область Казахстана) в семье рабочего. Русский.
Получил начальное образование.
В Красной Армии с 1932 года. Служил на Дальнем Востоке, жил на станции Океанская. В действующей армии на фронтах Великой Отечественной войны — с сентября 1942 года. Был призван Первореченским РВК г. Владивостока. Член ВКП(б)/КПСС с 1942 года.
Командир мотострелкового батальона 37-й механизированной бригады капитан Иван Воронин 18 апреля 1945 года с ротой и 5 танками переправился через р. Штобберов (восточнее Берлина) и захватил плацдарм. 24 апреля его батальон одним из первых ворвался в Берлин и занял 8 кварталов. 28 апреля капитан Воронин со своими бойцами форсировал реку Шпрее и овладел новым плацдармом.
После окончания войны И. П. Воронин продолжил службу в армии. В 1946 году окончил курсы усовершенствования офицерского состава, в 1952 — курсы «Выстрел».
С 1959 года майор Воронин — в запасе. Жил в г. Житомире.

## Награды
- Звание Героя Советского Союза присвоено 31 мая 1945 года.
- Награждён орденом Ленина, двумя орденами Красного Знамени, орденом Суворова 3 степени, Александра Невского, Отечественной войны 1 степени и двумя орденами Красной Звезды, а также медалями.